# Pigalle (París)
Pigalle es un barrio de París (Francia) cuyo centro es la plaza Pigalle, que comprende las calles situadas a ambos lados de los bulevares de Clichy y Marguerite-de-Rochechouart, y se extiende por los distritos IX y XVIII. La plaza debe su nombre al escultor Jean-Baptiste Pigalle (1714-1785).
El barrio es famoso por ser un punto turístico (se encuentra bajo la colina de Montmartre). Aunque los días en que mafiosos, policías y clientes se cruzaban en Pigalle parecen haber quedado atrás, todavía quedan algunos sex-shops y bares especializados. Su reputación de "barrio de mala muerte" hizo que los soldados aliados lo apodaran en la Segunda Guerra Mundial "Pig Alley". Sin embargo, los clubes nocturnos, los famosos cabarets y los letreros de neón multicolores que dan la imagen de barrio rojo son ahora en gran medida solo una atracción turística. El barrio de Pigalle alberga todavía varios teatros y cabarets, entre ellos, Le Divan du Monde, el Élysée-Montmartre, La Cigale, Les Trois Baudets o, quizá el más icónico, el Moulin Rouge.
La zona sur de la plaza Pigalle está dedicada a tiendas de instrumentos y equipos musicales, sobre todo de música popular. Una parte de la rue de Douai está formada únicamente por tiendas de guitarras, baterías y accesorios musicales.
El barrio está comunicado por la estación de metro del mismo nombre, en el cruce de las líneas 2 (este-oeste) y 12 (norte-sur), así como por Anvers (línea 2), Blanche (línea 2) y Place de Clichy (líneas 2 y 13).
Aquí se encontraba el estudio de Henri de Toulouse-Lautrec. Salvador Dalí, Pablo Picasso, Vincent van Gogh y Maurice Neumont también vivieron aquí, al igual que André Breton, y en 1928 Joséphine Baker abrió su primer club nocturno al lado del apartamento de Breton.
Fue la sede del teatro Grand Guignol, que cerró sus puertas en 1962. Sin embargo, el edificio del teatro sigue en pie.
La cantante de jazz de origen estadounidense Adelaide Hall vivió en Pigalle en 1937-1938 y abrió su club nocturno La Grosse Pomme ("la Gran Manzana") en el número 73 de la calle Pigalle. Otros notorios clubes nocturnos de dicha calle a finales de los años 30 fueron el Moon Rousse y el Caravan, donde actuó Django Reinhardt.

## Historia como barrio rojo

Salón de la Rue des Moulins, lienzo de Henri de Toulouse-Lautrec (1894).

La historia de Pigalle, como barrio rojo, comenzó en 1881 con la apertura, en un local anteriormente ocupado por una oficina de correos, del cabaret Le Chat Noir de Rodolphe Salis situado en lo que hoy es el número 84 del bulevar Marguerite, donde trabajaba Aristide Bruant, cantante de cabaré de los bajos fondos parisinos. Bruant se haría cargo del cabaret, trasladándolo a la calle Victor Massé y rebautizándolo Le Mirliton. En octubre de 1885, Maxime Lisbonne, de regreso de Nueva Caledonia, donde cumplía cadena perpetua, amnistiada en 1880, abre La Marmite, donde presenta espectáculos atrevidos e inventa el estriptis en el Diván Japonés.
En 1889, otro cabaret, el Moulin-Rouge, se instaló al pie de la colina de Montmartre y rápidamente le siguieron numerosos restaurantes y bares. Poco a poco, atrajo a la clientela de los habituales barrios de placer nocturno en torno a la Puerta de Saint Martin y la Puerta de Saint Denis, los proxenetas los siguieron y frecuentaron el baile nocturno del Eliseo-Montmartre, en el bulevar Rochechouart.
Hacia 1910, la "escena del crimen" puso definitivamente su mirada en los barrios de Pigalle y Montmartre. La plaza Pigalle, y los cafés, La Nouvelle Athènes, La Kermesse, Le Petit Maxim's o L'Omnibus acogen todas las noches a mafiosos y proxenetas. Los proxenetas buscan chicas para convertirlas en prostitutas que serán enviadas a burdeles tan lejanos como Argentina y Estados Unidos. Hay mesas de juego por todas partes y los jugadores profesionales utilizan cartas marcadas.
En 1918, con restricciones de alcohol y luz, sólo los burdeles permanecían abiertos después de las 21 horas, pero ahora estaban en manos de los verdaderos hombres del "medio". Los clientes encuentran prostitutas y alcohol en abundancia en secreto. En los años 1930, Pigalle se convirtió en el epicentro del hampa. Los mafiosos instalaron allí sus negocios en las plazas Blanche o Pigalle y las calles circundantes (rue Fontaine, rue de Bruxelles), vieron florecer sus bares y allí establecieron también sus cuentas. Sus burdeles se encuentran principalmente en el distrito IX.
La época dorada de Pigalle se produjo entre los años 1930 y 1960. En 1932, comenzó una guerra en la comunidad, los gánsteres "corsos" atacaron a los gánsteres "parisinos". Los asesinatos tienen lugar frente a L'Ange rouge, La Boule noire o Zelly's. La policía está aumentando las redadas, los allanamientos y cerrando cabarets. Poco antes de estallar la guerra, la heroína llegó en masa. Se vende en bares y restaurantes, y su negocio está controlado por mafiosos como Joseph Rocca-Serra, Vincent Battestini y André Antonelli.
La Segunda Guerra Mundial y la ocupación alemana no trajeron muchos cambios en los asuntos de los matones del Distrito. Círculos privados, garitos clandestinos, cabarets, salones de baile y burdeles siguen recibiendo clientes. A los miembros de la Gestapo les gustaba reunirse en la plaza Pigalle, en Dante y Chapiteau, y en la calle de Pigalle, en Chantilly y L'Heure Bleue.
Tras la Liberación de París, la nueva ley Marthe Richard prohibió los burdeles en Francia, pero esta decisión no hizo desaparecer la prostitución. Las prostitutas se encuentran en las calles o trabajan en hoteles. A finales de los años 1950, la banda de los Tres Patos, llamada así por el bar que les servía de cuartel general, extorsionaba a los hoteles y a las chicas que allí trabajaban. Los bares más populares son Le Charly's y Le Petit Noailles.
En los años 1960, muchos burdeles fueron procesados por proxenetismo y sus propietarios se vieron obligados progresivamente a cerrarlos. El número de prostitutas también empezó a disminuir, pero la zona sigue siendo muy popular para salir de fiesta con sus salas de baile, discotecas, espectáculos de striptease y bares de alterne. El número de mafiosos en el barrio disminuyó drásticamente durante esta misma década; en lugar de hacer paquetes allí, ahora se contentan con invertir sus ganancias. Desde principios de los años 1970, con la liberación de las costumbres, se establecieron los primeros cines pornográficos, se multiplicaron las sex-shops así como los salones de masajes, y aparecieron los primeros espectáculos en vivo.